# Magic (criptografía)
La operación Magic o simplemente Magic fue un proyecto estadounidense de criptonálisis dirigido a descifrar las claves japonesas durante la Segunda Guerra Mundial, en el que participaban la Signals Intelligence Section (SIS), del Ejército y la Communication Special Unit de la Armada.

## Historia
Magic fue creado para combinar las capacidades en análisis criptográfico del gobierno de EE. UU. en una organización llamada Oficina de Investigación. Los oficiales de inteligencia del Ejército y la Armada (y más tarde los expertos civiles y especialistas) estuvieron todos bajo un mismo techo. A pesar de que trabajó en una serie de códigos y claves, sus éxitos más importantes se lograron al descifrar tres códigos: RED, BLUE y PURPLE.

### Red
En 1923, un oficial de la Marina de los EE. UU. consiguió una copia robada del manual de códigos secretos utilizado por la Armada Imperial Japonesa durante la Primera Guerra Mundial. Las fotografías del libro de códigos se les facilitó a los criptoanalistas de la Oficina de Investigación y el código de descifrado se guardó en carpetas de color rojo para indicar que su clasificación era Top Secret. Este código fue llamado "RED".

### Blue
En 1930, el gobierno japonés creó un código más complejo que fue el nombre en código AZUL, aunque el ROJO se seguía utilizando para comunicaciones de bajo nivel. Se descifró rápidamente por la Oficina de Investigación en 1932, por lo que las estaciones de escucha de la inteligenica militar estadounidense comenzó a monitorear las comunicaciones de la flota japonesa.

### Purple
Tras el comienzo de las hostilidades de la Alemania nazi en el otoño de 1939, el gobierno alemán comenzó a enviar asistencia técnica para mejorar sus comunicaciones y capacidades de criptografía de Japón. Una parte de la ayuda se basaba en facilitarle máquinas Enigma modificadas para asegurar las comunicaciones de alto nivel entre Japón y Alemania. El nuevo código, con nombre en código PURPLE (del color que se consigue mezclando rojo y azul), fue desconcertante para los servicios de inteligencia estadounidenses.
PURPLE, como Enigma, iniciaba sus comunicaciones con la misma línea de código, pero luego se convertía en una maraña indescifrable. Los criptógrafos trataron de romper el código PURPLE a mano, pero descubrieron que no podían al darse cuenta de que no era un aditivo manual o código de sustitución, como el rojo y el azul, sino un código generado por una máquina similar al sistema de cifrado Enigma alemán. La decodificación era lenta y la mayor parte de los mensajes era todavía difícil de descifrar. Cuando se descifraba el mensaje y era traducido, el contenido estaba desfasado.
Una máquina de ingeniería inversa creada en 1939 por un equipo de técnicos dirigido por William Friedman y Frank Rowlett podía entender una parte del código PURPLE replicando algunos de los ajustes de las máquinas Enigma japonesas. Esto aceleraba la decodificación y la incorporación de más traductores en 1942 hizo más fácil y más rápido la descodificación de los mensajes interceptados.

## Comunicaciones con el código PURPLE
El Ministerio de Asuntos Exteriores japonés utilizó una máquina de cifrado para encriptar sus mensajes diplomáticos. La máquina fue denominada "púrpura" por los criptógrafos estadounidenses. Un mensaje era escrito en la máquina, que lo cifraba y lo enviaba a una máquina idéntica. El equipo receptor podía descifrar el mensaje sólo si se establecía la configuración o clave correcta. Los criptógrafos estadounidenses fueron capaces de construir una máquina capaz de descifrar estos mensajes.
La máquina PURPLE fue utilizada por primera vez por Japón en 1940. Los criptógrafos estadounidenses y británicos habían desencriptado una parte de los mensajes PURPLE mucho antes del ataque a Pearl Harbor. Sin embargo, las máquinas PURPLE sólo eran utilizadas por el Ministerio de Relaciones Exteriores para las comunicaciones diplomáticas a sus embajadas. La marina de guerra japonesa utilizó un sistema de encriptación completamente diferente, conocido como JN-25.
Los analistas estadounidenses no descubrieron ningún indicio en PURPLE del inminente ataque japonés a Pearl Harbor; ni hubieran podido, ya que los japoneses fueron muy cuidadosos de no mencionar su plan en las comunicaciones con el Ministerio de Exteriores. De hecho, no se facilitó ningún detalle sobre el ataque al Ministerio de Asuntos exteriores, ya que los militares, especialmente los más nacionalistas, no lo consideraban lo suficientemente "fiable". El acceso de EE. UU. a las comunicaciones secretas japonesas diplomáticas (incluso los más secretos) fue menos útil de lo que de lo que hubiese cabido esperar porque la política de Japón de la preguerra fue controlada en gran parte por grupos militares (por ejemplo, en Manchuria y en otras partes de China) y no por el Ministerio de Relaciones Exteriores . El propio Ministerio de Relaciones Exteriores, ocultaba a sus embajadas y consulados que no disponía de mucha de la información que se manejaba, por lo que la capacidad de descifrar los mensajes PURPLE fue poco decisiva con respecto a las intenciones japonesas.
Los criptógrafos estadounidenses habían descifrado y traducido las catorce partes del mensaje diplomático japonés relativo a la ruptura de las negociaciones en curso con los EE. UU. a las 13:00 hora de Washington del 7 de diciembre de 1941, incluso antes de que la embajada japonesa en Washington pudiera hacerlo. Como consecuencia de las dificultades para descifrar y transcribir en la embajada, la nota fue entregada finalmente al Secretario de Estado Hull Cordell. Cuando los dos diplomáticos japoneses finalmente entregaron la nota, Hull tuvo que fingir estar leyéndola por primera vez, a pesar de que ya tenía noticias sobre el ataque a Pearl Harbor.
Durante la guerra, los aliados leían rutinariamente las comunicaciones cifradas alemanas y japonesas. El embajador de Japón en Alemania, General Hiroshi Oshima, a menudo enviaba inestimable información militar alemana a Tokio. Esta información era interceptada y leída por Roosevelt, Churchill y Eisenhower. De acuerdo con Lowman, «Los japoneses consideraban que el sistema PURPLE absolutamente irrompible .... La mayoría se fueron a sus tumbas negándose a creer que la clave había sido descifrada por medios analíticos.... Creían que alguien los había traicionado».

## Privilegios de acceso
El acceso a MAGIC estaba restringido a los mandos ejecutivos, excepto el presidente en ejercicio, el mismo secretario de Guerra, Henry L. Stimson y el encargado de inteligencia en Washington, Richmond K. Turner.